# Rozsdásfülű mézevő
A rozsdásfülű mézevő (Melidectes ochromelas) a madarak osztályának verébalakúak (Passeriformes) rendjébe és a mézevőfélék (Meliphagidae) családjába tartozó faj.
A magyar név forrással nincs megerősítve.

## Előfordulása
Új-Guinea szigetén, Indonézia és Pápua Új-Guinea területén honos. A természetes élőhelye szubtrópusi és trópusi síkvidéki és hegyi esőerdők. Állandó, nem vonuló faj.

## Alfajai
- Melidectes ochromelas batesi (Sharpe, 1886)
- Melidectes ochromelas lucifer Mayr, 1931
- Melidectes ochromelas ochromelas (A. B. Meyer, 1874)

## Megjelenése
Átlagos testtömege 63 gramm.